# Karel Smělík
Karel Smělík (13. března 1891 Pravčice – 7. května 1942 Koncentrační tábor Mauthausen) byl český odbojář z období druhé světové války popravený nacisty.

## Život
Karel Smělík se narodil 13. března 1891 v Pravčicích v okrese Kroměříž v rodině Františka a Anny Smělíkových. Pracoval na železnici jako průvodčí vlaků, později jako vlakmistr. Byl členem Československé sociálně demokratické strany dělnické. Po německé okupaci v březnu 1939 vstoupil do protinacistického odboje v rámci Petičního výboru Věrni zůstaneme a to ve skupině bývalého starosty Přerova Františka Lančíka. Díky své práci mohl převážet ilegální letáky z Prahy k další distribuci na Moravě, pomáhal Františkovi Lančíkovi opustit protektorát, když mu hrozilo zatčení. Společně s Růženou Stokláskovou pak skupinu vedli. Díky zradě byl Karel Smělík 16. prosince 1941 zatčen gestapem a 20. ledna 1942 stanným soudem v Brně odsouzen k trestu smrti. Následně byl převezen do koncentračního tábora Mauthausen, kde byl rozsudek 7. května 1942 vykonán.

## Rodina
- V červenci 1915 se Karel Smělík v Kroměříži oženil s Leopoldinou Ondruškovou.
- Bratr Antonín Smělík (1895–1915) padl během první světové války v Haliči jako dragoun c. a k. armády.[2]
- Bratr Josef Smělík starší (1884–1947) byl komunistickým protinacistickým odbojářem zatčeným v roce 1943. Z koncentračního tábora se po skončení druhé světové války vrátil, ale díky následkům věznění v únoru 1947 zemřel.[3]
- Manželka bratra Josefa Božena Smělíková († 1952) byla za odbojovou činnost vězněna, přežila pochod smrti.[4]
- Syn bratra Josefa Antonín Smělík († 1938) padl jako interbrigadista u řeky Ebro.[5]
- Syn bratra Josefa Josef Smělík mladší (1915–1944) byl za odbojovou činnost popraven ve Vratislavi v květnu 1944.[6]
- Snacha bratra Josefa Ludmila Smělíková (1921–1944) byla za odbojovou činnost popravena v pankrácké sekyrárně v srpnu 1944.[7]
- Syn bratra Josefa Břetislav Smělík (* 1927) byl v šestnácti letech zatčen a tvrdě vyslýchán gestapem, válku přežil.[8]
- Dcera bratra Josefa Olga Vaňková byla zatčena gestapem, válku ale přežila. Její manžel zahynul.[9]